# Ono no Azumabito
Ono no Azumabito (japanski 小野 東人) (umro 757.)  bio je japanski samuraj i carski dvorjanin iz razdoblja Nara. Godine 740. je pomagao ustanku koji je podigao Fujiwara no Hirotsugu, zbog čega je poslije prognan u Mishimu u provinciji Izu. Pet godina kasnije je pomilovan te potom postao guverner provincije Bizen i službenik Jibushōa, vladinog odjela koji se brinuo za plemiće iznad pete razine. Godine 757. Azumabito je osuđen i pogubljen zbog sudjelovanja u uroti koju je organizirao Tachibana no Naramaro.